# قلعة كينيلورث
قلعة كينيلورث هي قلعة في بلدة كينيلورث في وارويكشاير بإنجلترا، تأسست أثناء الغزو النورماندي لإنجلترا، واستمر بناءها حتى فترة تيودور، ووصفها المؤرخ المعماري أنتوني إيمري بأنها «أفضل مثال باقٍ لقصر شبه ملكي من فترة أواخر العصور الوسطى، وهي مهمة نظرًا لحجمها وشكلها وحِرفية بناءها».

## نبذة
لعبت قلعة كينيلورث دورًا تاريخيًا مهمًا: فقد كان محل حصار كينيلورث الذي استمر لمدة ستة أشهر في عام 1266، ويُعتقد أنه أطول حصار في التاريخ الإنجليزي في العصور الوسطى، وكانت قاعدة لعمليات لانكاستر في حروب الوردتين. كان كينيلورث مسرحًا لعزل إدوارد الثاني من العرش الإنجليزي، والإهانة الفرنسية المتصورة لهنري الخامس في عام 1414، عندما أرسلوا له هدية عبارة عن كرات تنس (قال جون ستريتش إنها كانت السبب في الحملة التي أدت إلى معركة أجينكورت)، واستقبال إيرل ليستر الفخم لإليزابيث الأولى عام 1575. وقد وُصفت بأنها «واحدة من اثنتين من القلاع الرئيسية في بريطانيا التي يمكن تصنيفها بأنها قلاع مائية أو حصون بحيرات...».
بُنيت القلعة على مدار عدة قرون، حيث تأسست في عشرينيات القرن الحادي عشر حول برج نورماندي عظيم وقوي، وقام الملك جون بتوسيع القلعة بشكل ملحوظ في بداية القرن الثالث عشر. تم إنشاء دفاعات مائية ضخمة من خلال بناء السدود على الأنهار المحلية، وأثبتت التحصينات الناتجة عن ذلك أنها قادرة على مقاومة الهجمات الآتية عن طريق البر والمياه في عام 1266. أنفق جون قونت مبالغ هائلة في أواخر القرن الرابع عشر لتحويل قلعة القرون الوسطى إلى حصن قصر مُصمم بأحدث أسلوب عمودي. ثم قام إيرل ليستر بتوسيع القلعة خلال فترة ولايته في القرن السادس عشر، حيث شيد مباني جديدة على الطراز التيودوري، واستغل تراث كينيلوورث في العصور الوسطى لتحويلها إلى قصر عصري بطراز عصر النهضة.

## العمارة والمناظر الطبيعية

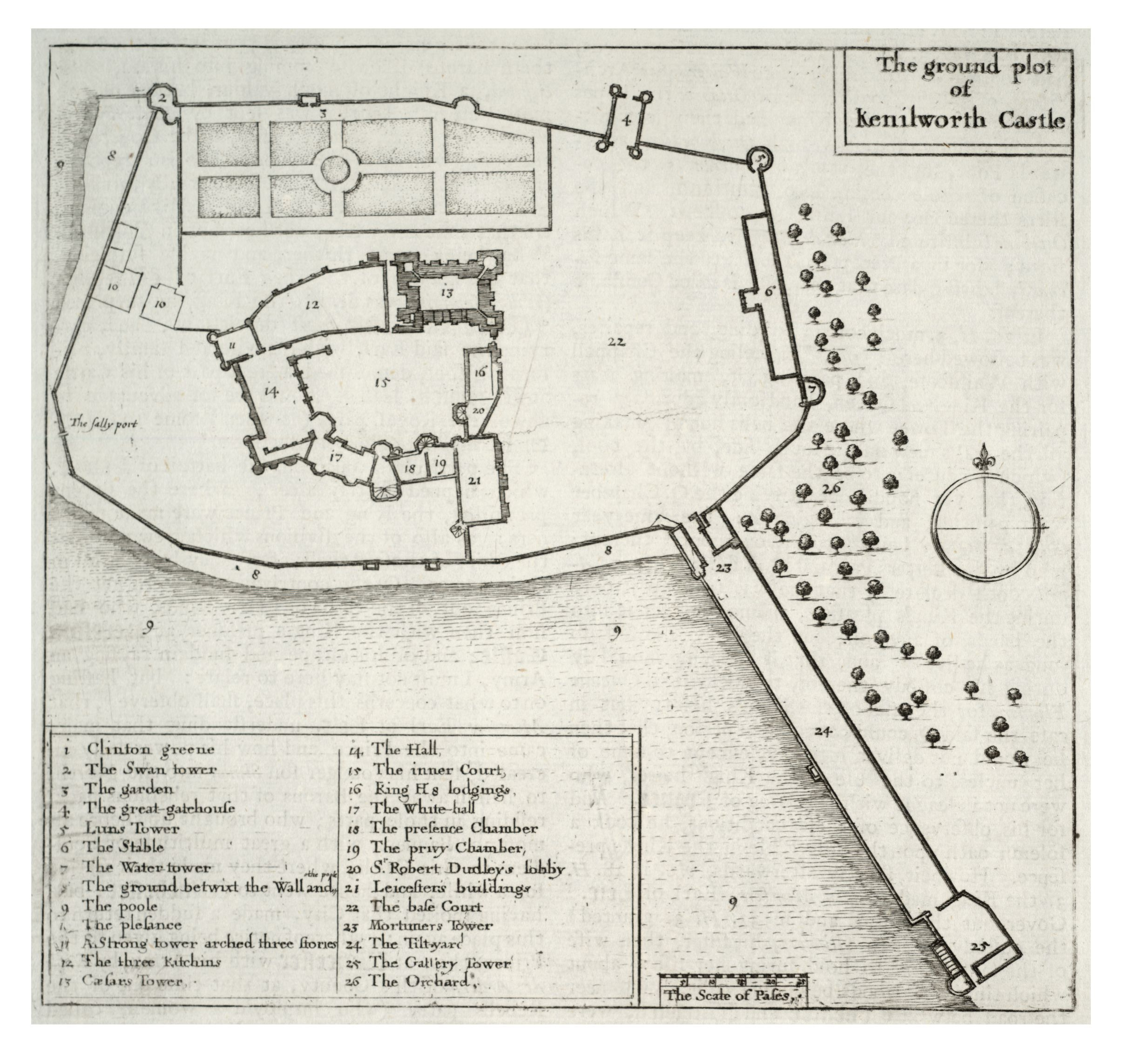
خطة Wenceslaus Hollar لعام 1649 لقلعة Kenilworth

على الرغم من أن القلعة أصبحت متهدمة الآن نتيجة التخريب، أو التدمير الجزئي للقلعة الذي تعرضت له القلعة على يد القوات البرلمانية في عام 1649 لمنع استخدامها كحصن عسكري بعد الحرب الأهلية الإنجليزية، إلا أنها تقف شاهدًا على خمسة قرون من العمارة العسكرية والمدنية الإنجليزية. تم بناء القلعة بالكامل تقريبًا من الحجر الرملي الأحمر المحلي الجديد.

### المدخل والجدار الخارجي
إلى الجنوب الشرقي من القلعة الرئيسية تقع التحصينات أو الـ Brays، وهي تحريف للكلمة الفرنسية braie، والتي تعني تحصينًا خارجيًا بالحواجز. لم يبق منها إلا بعض المتاريس وأجزاء حجرية مما كان عبارة عن هيكل حصن أمامي واسع النطاق يعود إلى القرن الثالث عشر، بما في ذلك جدار حجري وبوابة خارجية تحرس المدخل الرئيسي للقلعة. تشكل المنطقة الآن جزءًا من ساحة انتظار السيارات في القلعة.
يقع وراء التحصينات أنقاض برج المعرض، وهو مبنى حراسة ثان أعيد بناءه في القرن الخامس عشر. كان برج المعرض في الأصل يحرس الجسر الضيق المحاط بجدران، الذي يبلغ طوله 152 مترًا (499 قدمًا)، والذي لا يزال يمتد من التحصينات إلى القلعة الرئيسية. كان يُطلق على هذا الجسر اسم تيلتيارد Tiltyard، حيث كان يستخدم في رياضة الإمالة (tilting) أو المبارزة بالحربات من فوق الأحصنة (jousting) في العصور الوسطى. لعب جسر تيلتيارد دور السد وجزء من دفاعات الحصن الأمامي. إلى الشرق من تيلتيارد، توجد منطقة منخفضة من أرض المستنقعات، وكانت مغمورة بالمياه في الأصل وتسمى «البركة السفلى»، وإلى الغرب توجد منطقة تسمى «البحيرة العظيمة» (Great Mere). تم تجفيف البحيرة العظيمة وزراعتها لتحويلها إلى مرج، لكنها كانت في الأصل بحيرة كبيرة تغطي حوالي 100 فدان (40 هكتارًا)، محاطة بجسر تيلتيارد.
عادة ما يتم الدخول إلى الجدار الخارجي لقلعة كينيلوورث من خلال برج مورتيمر، والذي أصبح اليوم أطلالا متواضعة، ولكنه كان في الأصل بوابة حجرية نورماندية، بُنيت في أواخر القرنين الثالث عشر والسادس عشر. إن الجدار الخارجي المحيط بالقلعة طويل ومنخفض نسبيًا، بناه الملك جون بشكل أساسي؛ ويحتوي على العديد من الدعامات ولكنه لا يضم فقط عدد قليل من الأبراج، وقد صُمم للدفاع كخط دفاع أول عن القلعة من خلال نظام المياه المسحوبة من البحيرة العظيمة والبركة السفلى. تم تدمير الجانب الشمالي من الجدار الخارجي بالكامل تقريبًا أثناء عملية التخريب. إذا تحركت في اتجاه عقارب الساعة حول الجدار الخارجي من برج مورتيمر، ستجد دفاعات تشمل بوابة مائية مواجهة للغرب، كانت تؤدي في الأصل إلى البحيرة العظيمة، ثم بوابة الملك، وهي إضافة زراعية تمت في أواخر القرن السابع عشر؛ وبرج البجعة، وهو برج من أواخر القرن الثالث عشر مع إضافات من القرن السادس عشر، سُمي بعد ذلك على اسم البجع الذي عاش في البحيرة العظيمة؛ ثم برج لون الذي بُني في أوائل القرن الثالث عشر؛ وبرج الماء من القرن الرابع عشر، سمي بهذا الاسم لأنه كان يطل على البركة السفلى.

### الساحة الداخلية
تتكوّن الساحة الداخلية لقلعة كينيلورث من عدد من المباني المقابلة للجدار الخارجي، وهي مباني ذات أصل نورماندي. تستغل الساحة القيمة الدفاعية للربوة الطبيعية التي ترتفع بشكل حاد من المنطقة المحيطة. ينتصب البرج الكبير "Great Tower" الذي يعود تاريخه إلى القرن الثاني عشر على الربوة نفسها، ويشكل الركن الشمالي الشرقي من منطقة الجدار الخارجي. تم تدمير البرج الكبير أثناء التخريب، وكان معروف بأبراجه الزاوية الضخم، والدعامات العمودية النورماندية المبالغ فيها بشكل كبير. يبلغ سمك أسواره 5 أمتار (16 قدمًا) وارتفاع الأبراج 30 مترًا (98 قدمًا). يتشابه برج كينيلورث الكبير مع برج قلعة براندون بالقرب من كوفنتري، ولكن برج كينيلورث أكبر حجمًا. وتم بناء كلاهما من قبل عائلة كلينتون المحلية في عشرينيات القرن الحادي عشر. يمكن إطلاق مصطلح «برج قاعة» على البرج الكبير لأنه طوله أكبر من عرضه. يمتلئ الطابق الأرضي بالتراب، والذي ربما كان مأخوذًا من رابية قديمة كانت موجودة في الموقع، وهو محمي أيضًا بقاعدة حجرية مائلة حول قاعدته. يعود تاريخ النوافذ الطويلة من الطراز التيودوري الموجودة أعلى البرج إلى سبعينيات القرن الخامس عشر.
تم بناء جزء كبير من الجزء الشمالي من الجدار الداخلي على يد جون قاونت، نجل الملك إدوارد الثالث، بين عامي 1372 و 1380. يعتبر المؤرخ أنتوني إيمري هذا الجزء من القلعة "أفضل مثال باقٍ لقصر شبه ملكي من أواخر العصور الوسطى، وهو مهم نظرًا لحجمها وشكلها وحِرفية بناءها". ". أكد أسلوب قاة نتالمعماري على التصميم المستطيل، وفصل مناطق الخدمة في الطابق الأرضي عن الطوابق العليا، والتباين بين التصميمات الخارجية الصارمة والديكورات الداخلية الفخمة، خاصة في الطابق الأول من مباني الجدار الداخلي. تعتبر النتيجة "مثال مبكر على النمط العمودي".

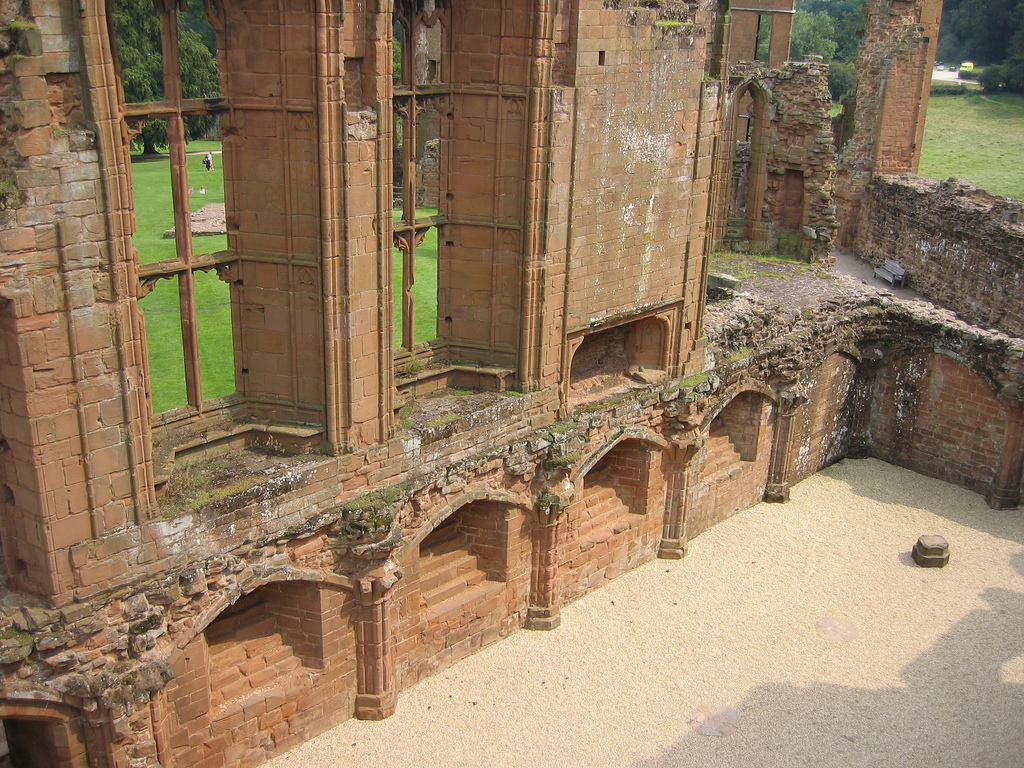
قاعة جون قاونت الكبرى، تظهر الخطوط الرأسية المميزة للطراز العمودي

أهم مباني قاونت هي قاعته الكبرى. حلت القاعة الكبرى محل سلسلة سابقة من القاعات الكبرى في نفس الموقع، وتأثرت بشدة بتصميم إدوارد الثالث في قلعة وندسور. تتكون القاعة من «سلسلة من الغرف الاحتفالية»، يمكن الوصول إليها عبر دَرَج كبير، ضاع أغلبه الآن. من القاعة الكبرى، يمكن للزوار النظر من خلال النوافذ الضخمة للاستمتاع بالبحيرة العظيمة أو الساحة الداخلية. كان الطابق الأرضي المؤدي للقاعة، الذي يستخدمه طاقم الخدمة، مضاءً بشقوق، على غرار التصميم في قصر وينجفيلد المعاصر. تم بناء السقف عام 1376 على يد ويليام وينترينجهام، مما أدى إلى بناء أكبر قاعة غير مدعومة بأعمدة في إنجلترا في ذلك الوقت. هناك بعض الجدل بين المؤرخين حول ما إذا كان هذا السقف عبارة عن تصميم دعامة على شكل مطرقة، أم تصميم طوق أم تصميم دعامة الجمالون، أو مزيج من الاثنين.
كانت هناك محاولة مبكرة لإتباع النمط المتماثل في البناء في المظهر الخارجي للقاعة الكبرى، حيث يعمل برجا سترونق وسانتلو بشكل معماري كـ «أجنحة» متناظرة للقاعة نفسها، بينما تم تصميم قاعدة القاعة لتعكس قاعدة البرج الكبير المقابل لها. إن برج أوريل هو برج غير المعتاد متعدد الجوانب، ويعتبر موازيًا للمدخل الرئيسي للقاعة، وكان مخصصًا للترفيه الخاص من قبل قاونت بعيدًا عن الاحتفالات الرئيسية في المناسبات الكبرى. كان برج أوريل مستلهمًا برج «لا روز» لإدوارد الثالث في وندسور، والذي كان يؤدي الوظيفة. سُمي برج قاونت سترونق Gaunt's Strong بهذا الاسم لأنه كان مقببًا بالحجارة بالكامل في جميع طوابقه، وهو تصميم غير عادي وقوي. أثرت القاعة الكبرى على تصميم قلاع بولتون ورابي. كان تصميم سقف القاعة مشهورًا بشكل مستقل وتم نسخه في قلعة أرونديل وقاعة وستمنستر.

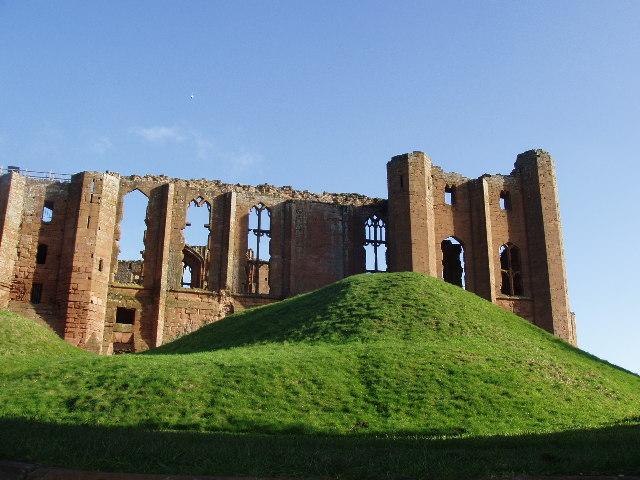
التماثل المعماري في برج سترونق على اليسار، والقاعة الكبرى وبرج ساينتلو على اليمين، الصورة مأخوذة من الساحة اليسرى.

تشمل الأجزاء الأخرى من القلعة التي بناها قاونت النطاق الجنوبي من الشقق الحكومية وبرج جاونب والمطبخ الرئيسي. وعلى الرغم من تعرضها الآن لأضرار جسيمة، إلا أنها تشترك في نفس طراز القاعة الكبرى؛ كان هذا من شأنه أن يوحد مظهر قصر قاونت، ويجعله منفصلاً بوضوح عن تقاليد العصور الوسطى الأكثر انتقائية في التصميم. حل مطبخ قاونت محل المطابخ الأصلية التي تعود إلى القرن الثاني عشر، والتي تم بناؤها جنبًا إلى جنب مع البرج العظيم بطريقة مماثلة لطريقة بناء Conisbrough. كان مطبخ قاونت الجديد ضعف حجم مطابخ القلاع المشابهة، بمقاس تسعة عشر مترًا في ثمانية أمتار (62 × 26 قدمًا).
تم بناء ما تبقى من الساحة الداخلية على يد روبرت دادلي، إيرل ليستر، في سبعينيات القرن الخامس عشر. قام ببناء برج يُعرف الآن باسم مبنى ليستر على الحافة الجنوبية من الساحة كجناح للضيوف، ويمتد إلى ما بعد الجدار الداخلي لتوفير مساحة إضافية. كان مبنى ليستر بارتفاع أربعة طوابق وتم بناؤه بنمط تيودور العصري الأنيق ذي «الجدران الهشة والرقيقة وشبكات النوافذ». كان الهدف هو أن يبدو المبنى متناسقًا مع البرج العظيم القديم بجانبه، وهو أحد أسباب ارتفاعه الكبير. وضع مبنى ليستر لبنة طراز تصميم المنازل الريفية في العصر الإليزابيثي في وقت لاحق، لا سيما في ميدلاندز، وكان منزل هاردويك هول مثالًا كلاسيكيًا على ذلك الطراز. توفر منصات العرض الحديثة، التي تم تركيبها في عام 2014، إطلالات من غرفة نوم إليزابيث الأولى السابقة.
قامت ليستر أيضًا ببناء لوجيا Loggia، أو معرض مفتوح، بجانب البرج الكبير، بحيث يؤدي إلى الحدائق الرسمية الجديدة. تم تصميم اللوجيا لإضافة إطار أنيق إلى المناظر الطبيعية المقابل، حيث يتمكن المشاهد من الإعجاب بالحدائق والتأمل في جمالها، وكان تصميمًا جديدًا في القرن السادس عش، تم استيراده مؤخرًا فقط من إيطاليا.

### الساحة الأساسية والساحتان اليسرى واليمنى

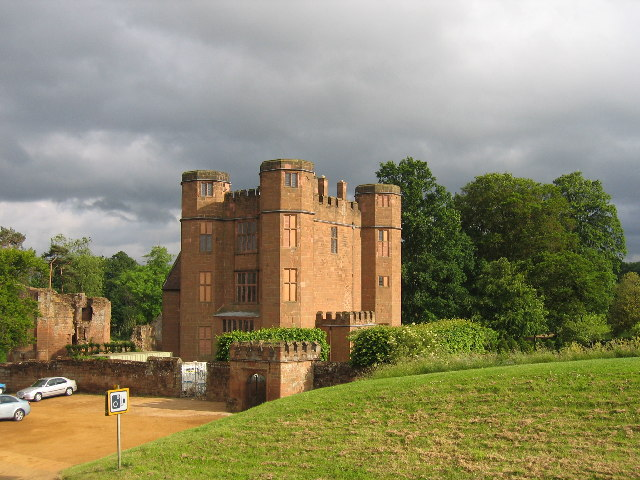
منزل بوابة لانكستر، بناه روبرت دادلي بطراز مختلف عن الموجود في زمنه عمدًا

تنقسم المساحة الداخلية المتبقية لقلعة كينيلوورث إلى ثلاث مناطق: الساحة الأساسية الممتدة بين برج مورتيمر وبوابة ليستر؛ والساحة اليسرى، الممتدة إلى الجنوب الغربي حول الجزء الخارجي من الساحة الداخلية؛ والساحة اليمنى، إلى الشمال الغربي من الساحة الداخلية. إن خط الأشجار الذي يقطع الساحة الأساسية هو إضافة حديثة نسبيًا تمت في منتصف القرن التاسع عشر، وكان من الممكن أن تكون هذه الساحة أكثر انفتاحًا في الأصل، لولا الكنيسة الجماعية التي كانت مقامة أمام الاسطبلات. تم تدمير الكنيسة عام 1524، ولم يبق منها سوى أساسات الكنيسة. تم تصميم كل ساحة من الساحات لاستخدامها لأغراض مختلفة: اعتبرت الساحة الأساسية منطقة عامة نسبيًا، بينما استُخدمت الساحتان اليمنى واليسرى أكثر في المناسبات الخاصة.
بُنيت بوابة ليستر على الجانب الشمالي من الساحة الأساسية، لتحل محل بوابة الحراسة القديمة لتوفير مدخل عصري من اتجاه كوفنتري. يعكس التصميم الخارجي، بأبراجه الرمزية وتحصيناته القتالية الأصلية، طرازًا شائعًا قبل قرن أو أكثر من ذلك، ويشبه إلى حد كبير كيربي موكسلوي وبوابة بوشامب في قلعة وارويك. على النقيض من ذلك، فإن التصميم الداخلي، بألواحه الخشبية المعاصرة، يتبع نفس الطراز الإليزابيثي المعاصر المشابه لمبنى ليستر في الساحة الداخلية. إن مبنى بوابة ليستر هو واحد من الأجزاء القليلة التي بقيت سليمة في القلعة. كما نجت الاسطبلات التي بناها جون دودلي في خمسينيات القرن الخامس عشر على طول الجانب الشرقي من الساحة الأساسية. إن مباني الاسطبلات عبارة عن مبنى كبير تم بناؤه في الغالب من الحجر، ولكن طابقه الأول مؤطر بالخشب ومزين بألواح زخرفية مصمم بأسلوب عامي عفا عليه الزمن. كان من الممكن رؤية كلا المبنيين بسهولة من مبنى ليستر وبالتالي كانا معروضين بشكل دائم للزوار. ربما كان هدف ليستر هو مشهد بطراز غير شائع في زمنه عمدًا يمكن رؤيته عبر الساحة الأساسية، لمحاكاة المثل القديمة للفروسية والرومانسية جنبًا إلى جنب مع الجوانب الأكثر حداثة في التصميمات الجديدة للقلعة.

### الحديقة والمناظر الطبيعي

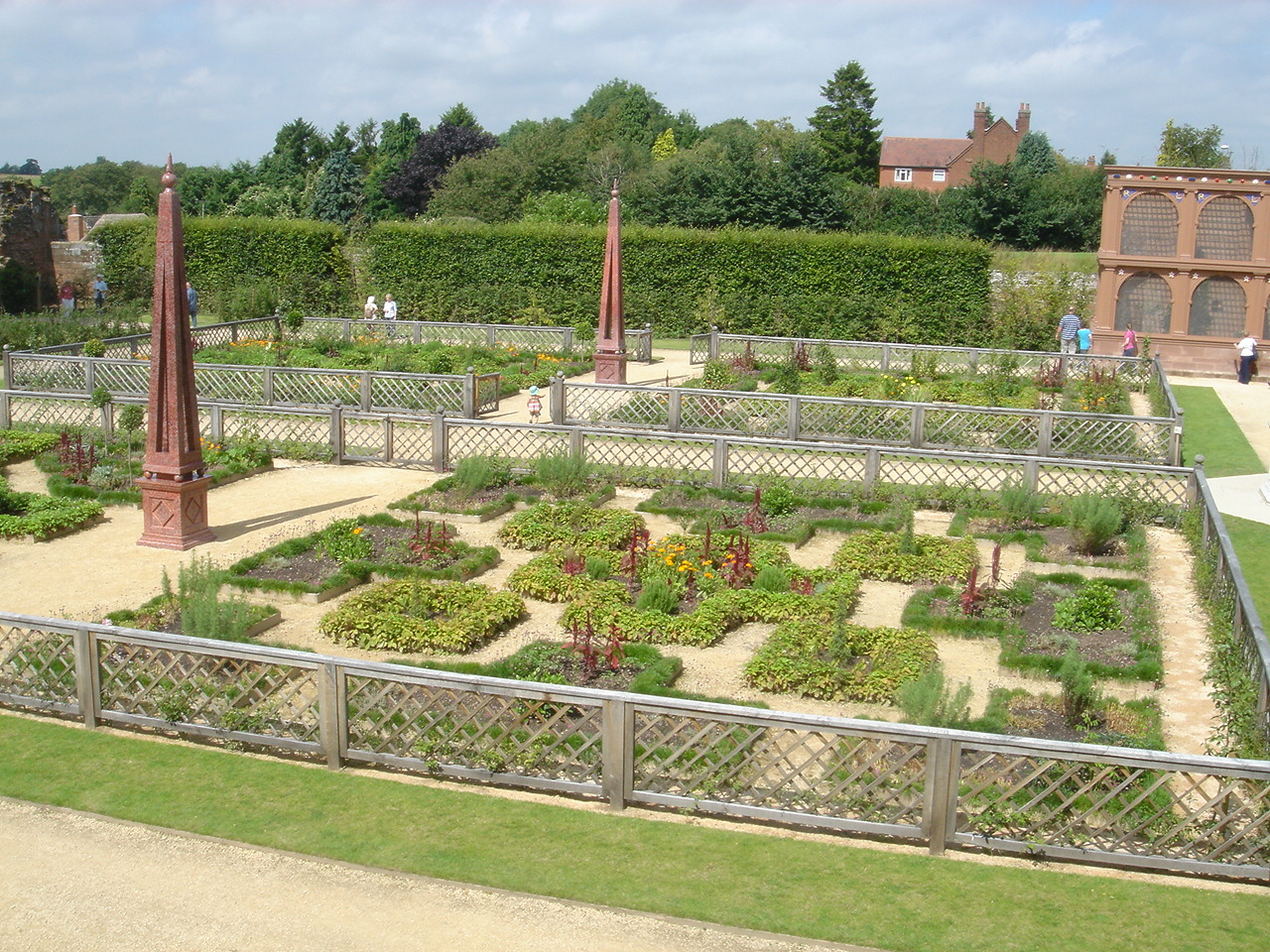
الحدائق المعقودة المُرمَّمة المصممة على الطراز الإليزابيثي، لمحاكاة إنتاج مظهر الحدائق عام 1575

تشغل حديقة القلعة جزء كبير من الساحة اليمنى لقلعة كينيلوورث. وعلى مدار أغلب تاريخ كينيلورث، كان دور حديقة القلعة، المستخدمة للترفيه، مختلفًا جدًا عن دور مراعي الصيد المحيطة، التي كانت تُستخدم للصيد بشكل أساسي. وبدايةً من القرن السادس عشر وما بعده، كانت هناك حدائق معقودة متقنة في الساحة الأساسية. تم تصميم الحدائق اليوم لمحاكاة أكبر قدر ممكن من الشكل التاريخي الأساسي لمظهرها الأصلي في عام 1575، مع شرفة شديدة الانحدار على طول الجانب الجنوبي من الحدائق ودرجات السلالم المؤدية إلى ثمانية حدائق عقدية مربعة. في الحدائق الإليزابيثية «كانت النباتات شِبه عرضية»، إذ كان التركيز الأكبر ينصب على المنحوتات، بما في ذلك أربع مسلات خشبية مرسومة لتشبه الحجر السماقي، ونافورة رخامية ذات تمثال لشخصين أسطوريين يونانيين. يحتوي قفص الطيور الخشبي على مجموعة من الطيور. تأثرت الحديقة الأصلية بشدة بحديقة عصر النهضة الإيطالية في فيلا ديستي.

إلى الشمال الغربي من القلعة توجد تحصينات تمثل علامة مميزة لبقعة «بليزانس» (Pleasance)، التي أنشأها هنري الخامس في عام 1414. كان بليزانس عبارة عن بيت للولائم تم بناؤه على طراز قلعة مصغرة. محاط بخندقين ذوي شكل ماسي، وله مرسى خاص به. بُنيت بليزانس على الجانب الآخر من البحيرة العظيمة، ولم يكن من الممكن من الوصول إليه إلا عن طريق القوارب. كان يشبه منزل الاستجمام الخاص ريتشارد الثاني في شين الذي بُني في ثمانينيات القرن الثالث عشر، ونسخه أخوه الأصغر ، دوق همفري من جلوستر، في غرينتش في ثلاثينيات القرن الرابع عشر، وكذلك ابنه جون لانكستر في فولبروك. قام هنري الثامن بتفكيك بليزنس في النهاية وتم نقله جزئيًا إلى الساحة اليسرى داخل القلعة نفسها، ربما لتضيف إلى المظهر غير المتماشي مع العصر. دُمرت هذه المباني في خمسينيات القرن السادس عشر.

## التاريخ

### القرن الثاني عشر

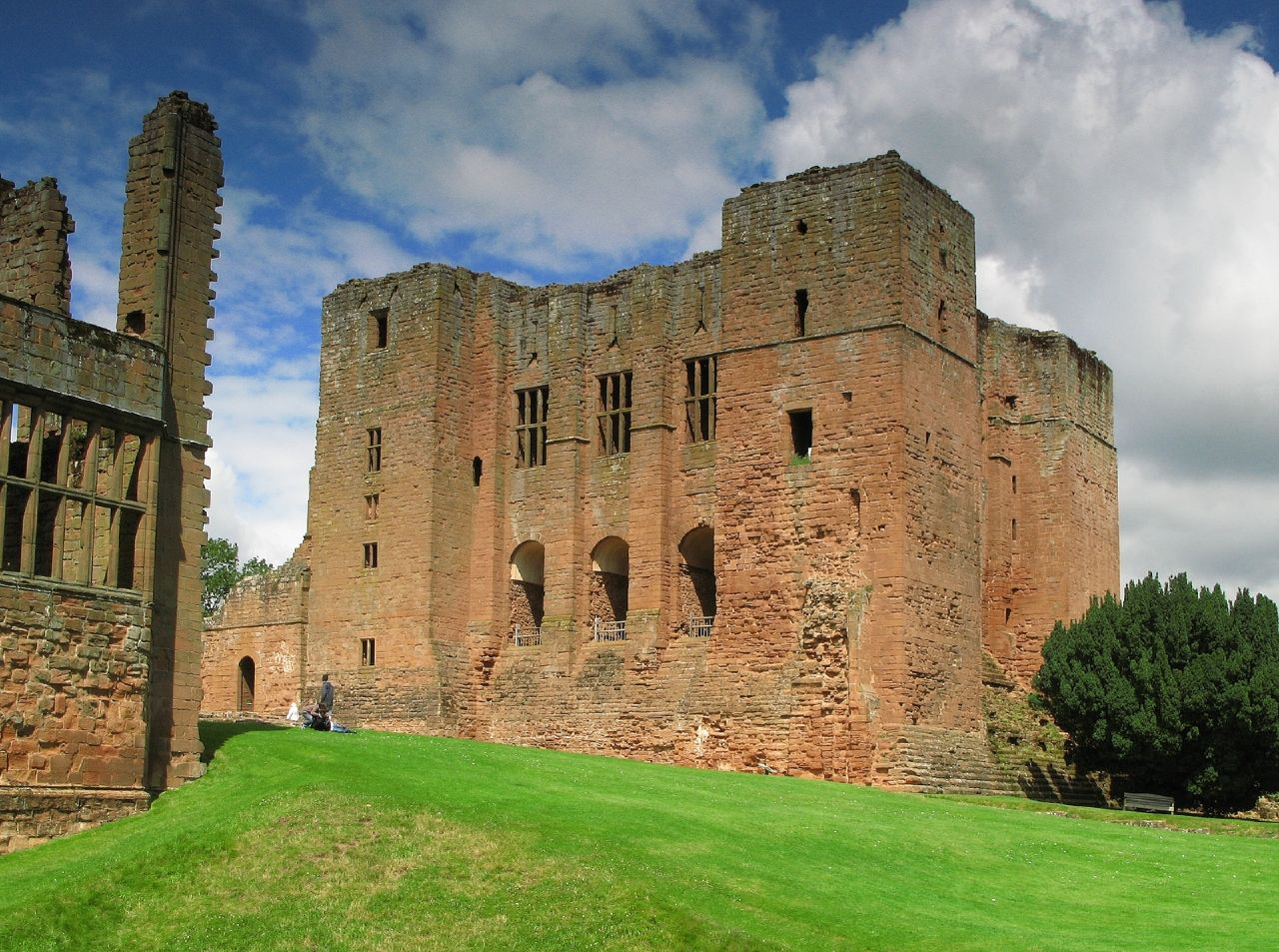
البرج العظيم هو واحد من أقدم مباني قلعة كينيلورث الباقية

تأسست قلعة كينيلورث في أوائل عشرينيات القرن الحادي عشر على يد جيفري دي كلينتون واللورد تشامبرلين وأمين صندوق هنري الأول. الشكل الأصلي للقلعة غير مؤكد، وإن كان هناك مقترحات بأنها كانت تتكون من تل ترابي تعلوه مبان خشبية. ومع ذلك، ربما كان البرج الحجري العظيم جزءًا من التصميم الأصلي. كان كلينتون منافسًا محليًا لروجر دي بومونت، إيرل وارويك ومالك قلعة وارويك المجاورة، وعيّن الملك كلينتون شريفًا لوارويكشاير ليكون بمثابة موازنة لسلطة بومونت. ولكن يبدو أن كلينتون بدأ يفقد حظوة الملك عندما حوكم بتهمة الخيانة في عام 1130، ولكن سرعان ما تمت تبرئته، وعندما توفي عام 1133، كان ابنه، المعروف أيضًا باسم جيفري، مازال قاصرًا عندما ورث ممتلكات والده. وشملت هذه العقارات العائلية في ستيوكلي وأستون كلينتون في باكينجهامشير. قام جيفري الثاني ببناء كنيسة القديم مايكل وجميع الملائكة في ستيوكلي في عام 1150، والتي تعتبر واحدة من أرقى الكنائس النورماندية الباقية في إنجلترا. استمرت الخلافات بين بومونت وبين جيفري الثاني وعمه ويليام دي كلينتون، حتى أُجبر جيفري على التصالح مع بومونت وتم تسوية الخلاف في النهاية عندما تزوج آجنيس ابنة بومونت. أدت هذه النزاعات وسنوات الفوضى الصعبة (1135-1154) إلى تأخير أي تطوير إضافي للقلعة في كينيلوورث.
تولى هنري الثاني العرش في نهاية فترة الفوضى، ولكن خلال ثورة 1173-1774 واجه انتفاضة كبيرة قادها ابنه هنري بدعم من التاج الفرنسي. انتشر الصراع عبر إنجلترا وحصنت قوات هنري الثاني كينيلورث. توفي جيفري الثاني دي كلينتون في هذه الفترة، واستحوذت العائلة الملكية على القلعة بالكامل، في دلالة على أهميتها العسكرية. انتقل آل دي كلينتون حينها إلى عقاراتهم في باكينجهامشير. في هذه المرحلة، كانت قلعة كينيلورث تتكون من حصن كبير، وجدار داخلي مخيط بالقلعة، وجسر بسيط يمر عبر البحيرة الصغيرة التي سبقت إنشاء البحيرة العظيمة، ومراعي الصيد المحلية.

### القرن الثالث عشر
إن ريتشارد الأول، خليفة هنري، لم يولِ سوى القليل من الاهتمام لكينيلوورث، ولكن في ظل حكم الملك جون، استؤنفت عمليات البناء في القلعة. وبعد عزل جون في عام 1208، شرع في تنفيذ برنامج لإعادة بناء وتعزيز العديد من القلاع الملكية الكبرى. ومن بين هؤلاء قلاع كورف، وأوديهام، ودوفر، وسكاربورو بالإضافة إلى كينيلورث. أنفق جون 1115 جنيهًا إسترلينيًا على قلعة كينيلورث بين عامي 1210 و 1216  ، وقام ببناء جدار خارجي محيط بالقلعة من الحجر، وتحسين الدفاعات الأخرى، بما في ذلك إنشاء أبراج مورتيمر ولون.، كما حسّن الدفاعات المائية للقلعة بشكل كبير من خلال بناء السدود على مجاري مياه فينهام وإنشفورد، وأنشأ البحيرة العظيمة. كانت النتيجة هي تحويل كينيلوورث إلى واحدة من أكبر القلاع الإنجليزية في ذلك الوقت، مع واحدة من أكبر البحيرات الاصطناعية الدفاعية في إنجلترا. ونظرًا لأن جون ضخ الكثير من الموارد في بناء القلعة واعتبرها قلعة إستراتيجية مهمة، فقد عين فرسانًا محليين مثل روبرت من روبسلي ليكونوا بمثابة حُماة للقلعة. أُجبر جون على التنازل عن القلعة للمعارضة البارونية كجزء من ضمان معاهدة ماجنا كارتا، ثم عادت القلعة تحت السيطرة الملكية في أوائل عهد ابنه هنري الثالث.

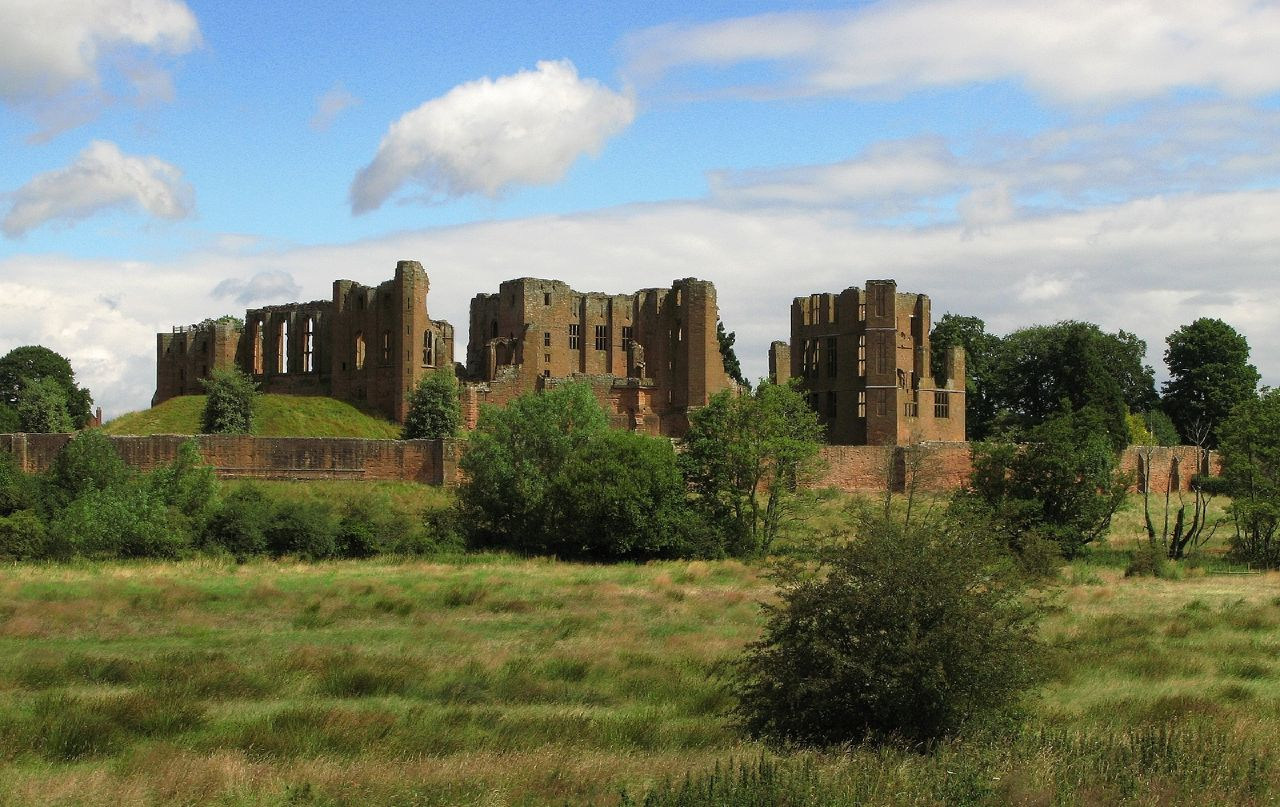
قلعة كينيلورث مصورة من الغرب، بحلول القرن الثالث عشر، كانت مقدمتها تشغلها الدفاعات المائية للبحيرة العظيمة

منح هنري الثالث عام 1244 قلعة كينيلورث إلى سيمون دي مونتفورت، إيرل ليستر، الذي أصبح فيما بعد قائدًا في حرب البارونات الثانية (1263-1267) ضد الملك، مستخدمًا كينيلوورث كمركز لعملياته. لم تسر الأمور لصالح الملك هنري في البداية، وبعد معركة لويس عام 1264 أُجبر على التوقيع على اتفاقية «ميز أو لويز Mise of Lewes»، والتي بموجبها تم تسليم ابنه، الأمير إدوارد، للمتمردين كرهينة. أُعيد إدوارد إلى كينيلورث، وقال المؤرخون أنه احتُجِز في ظروف قاسية للغاية. وأُطلق سراحه في أوائل عام 1265، ثم هزم إدوارد مونتفورت في معركة إيفيشام، وقام المتمردون الباقون -تحت قيادة هنري دي هاستينغز، مأمور مونتفورت في كينيلوورث- بإعادة تجميع صفوفهم في القلعة في الربيع التالي. شرعت قوات إدوارد في محاصرة المتمردين.
كان حصار قلعة كينيلوورث في عام 1266 هو الحصار «الأطول في التاريخ الإنجليزي على الأرجح» وفقًا للمؤرخ نورمان باوندز، وكان أيضًا أكبر حصار حدث في إنجلترا في ذلك الوقت، من من حيث عدد الجنود المشاركين. وعد نجل سيمون دي مونتفورت، سيمون دي مونتفورت الأصغر، في يناير 1266 بتسليم القلعة إلى الملك. ولكن مرت خمسة أشهر ولم يحدث هذا، وحاصر هنري الثالث قلعة كينيلوورث في 21 يونيو. صمدت القلعة، التي كانت محمية بالدفاعات المائية الواسعة، أمام الهجوم، على الرغم من استهداف إدوارد للجدار الشمالي الأضعف، واستخدامه لأبراج حصار ضخمة، بل وحتى محاولة شن هجوم ليلي باستخدام الصنادل المائية التي تم إحضارها من تشيستر. قللت المسافة بين المنجنيقات الملكية والجدران من فعالية المنجنيقات بشدة، وكان لابد من إرسال المنجنيقات الثقيلة من لندن. أدى التدخل البابوي من خلال المندوب أوتوبونو Ottobuono إلى الوصول إلى تسوية كينيلورث أخيرًا، والتي بموجبها سُمح للمتمردين بإعادة شراء الأراضي المصادرة بشرط تسليمهم للقلعة. انتهى الحصار في 14 ديسمبر 1266. أثرت الدفاعات المائية في كينيلورث على طرق بناء القلاع اللاحقة في ويلز، وأبرزها قلعة كيرفيلي.
منح هنري قلعة كينيلورث إلى ابنه إدموند كروتشباك عام 1267. أقام إدموند العديد من المسابقات والبطولات في كينيلورث في أواخر القرن الثالث عشر، بما في ذلك حدث ضخم في عام 1279، ترأسه روجر دي مورتيمر ، حيث تنافس مائة فارس لمدة ثلاثة أيام في ساحة البلاط (تيلتيارد) في حدث يسمى «المائدة المستديرة»، تقليدًا لأساطير آرثر الشعبية.

### القرن الرابع عشر

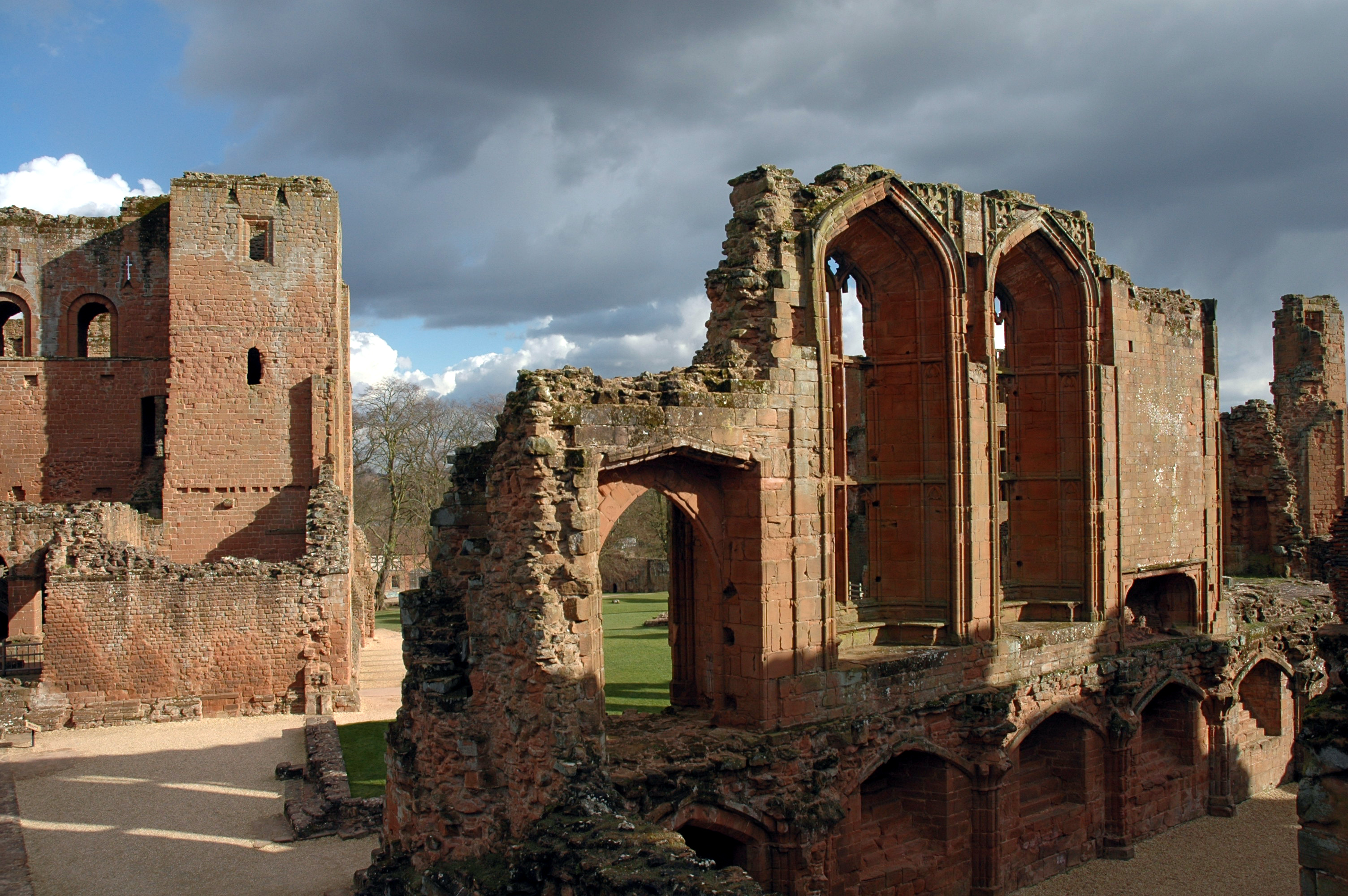
البرج العظيم (على اليسار) وقاعة جون قاونت العظيمة (على اليمين)

ورّث إدموند كراوتشباك القلعة إلى ابنه الأكبر، توماس، إيرل لانكستر، في عام 1298. تزوج لانكستر من أليس دي لاسي، مما جعله أغنى رجل نبيل في إنجلترا. أصبحت كينيلورث القلعة الرئيسية لعقارات لانكستر، وحلت محل بولينغبروك، وأصبحت مركز اجتماعي ومالي لتوماس. بنى توماس القاعة الكبرى الأولى في القلعة من عام 1314 إلى عام 1317، وشيد برج المياه على طول الجدار الخارجي، بالإضافة إلى زيادة حجم مراعي الصيد. وجد لانكستر، بدعم من العديد من البارونات الإنجليز الآخرين، نفسه في حالة معارضة متزايدة لإدوارد الثاني. اندلعت الحرب عام 1322، وتم القبض على لانكستر في معركة بوروبريدج وتم إعدامه. وصادر التاج أملاكه، بما في ذلك قلعة كينيلورث. أمضى إدوارد وزوجته إيزابيلا الفرنسية، عيد الميلاد في كينيلوورث عام 1323، وسط احتفالات كبرى.
في عام 1326، تم عزل إدوارد من قبل تحالف إيزابيلا وعشيقها روجر مورتيمر. تم القبض على إدوارد في النهاية من قبل قوات إيزابيلا، وعهدت إيزابيلا مهمة حراسة الملك إلى هنري، إيرل لانكستر، الذي دعم غزو إيزابيلا. أعاد هنري احتلال معظم أراضي لانكستر، وأصبح مأمورًا في كينيلوورث، ونُقل الملك إدوارد إلى هناك في أواخر عام 1326؛ وتم التأكيد أخيرًا على ملكية هنري القانونية للقلعة في العام التالي. اختارت إيزابيلا كينيلورث لهذا الغرض على الأرجح لأنها كان حصنًا رئيسيًا، وأيضًا بسبب رمزية ارتباط مُلاكها السابقين بالمثل العليا للحرية والحكم الصالح. أصدرت إيزابيلا الأوامر الملكية باسم إدوارد من كينيلوورث حتى العام التالي. تم بعد ذلك إرسال وفد من كبار البارونات بقيادة الأسقف أورلتون إلى كينيلوورث لإقناع إدوارد أولاً بالاستقالة، وعندما فشل ذلك، لإبلاغه بأنه قد تم خلعه كملك. استقال إدوارد رسميًا من منصب الملك في القاعة الكبرى بالقلعة في 21 يناير 1327. ومع مرور الأشهر، أصبح من الواضح أن كينيلورث كانت مكان غير مثالي لسجن إدوارد. إذ كانت القلعة في جزء بارز من ميدلاندز، في منطقة كان بها العديد من النبلاء الذين ما زالوا يدعمون إدوارد ويُعتقد أنهم يحاولون إنقاذه. كان ولاء هنري أيضًا موضع شك. في ذلك الوقت، نقلت إيزابيلا ومورتيمر إدوارد ليلا إلى قلعة بيركلي، حيث توفي بعد ذلك بوقت قصير. استمرت إيزابيلا في استخدام كينيلورث كقلعة ملكية حتى أُزيحت عن السلطة عام 1330.
ورث هنري جروسمونت، دوق لانكستر، القلعة من والده عام 1345 وأعاد تصميم القاعة الكبرى لتصبم ذات سقف وتصميم داخلي أكثر فخامة. عند وفاته ورثت بلانش من لانكستر القلعة. تزوجت بلانش من جون قاونت، الابن الثالث لإدوارد الثالث، وأدى اتحادهم ومواردهم المشتركة إلى جعل جون ثاني أغنى رجل في إنجلترا بعد الملك نفسه. بعد وفاة بلانش، تزوج جون من كونستانس، التي كان لها الحق في المطالبة بعرش مملكة قشتالة، ونصّب جون نفسه ملك قشتالة وليون. كانت كينيلورث أحد أهم قلاعه الثلاثين أو أكثر في إنجلترا. بدأ جون البناء في كينيلوورث بين عامي 1373 و 1380 بطراز مصمم لتعزيز مزاعمه الملكية في أيبيريا. قام جون ببناء قاعة كبرى أفخم، وبرج سترونق ، وبرج سانتلو ، ومجمع شقق الحكومة والمطبخ الجديد. قام بهذه التجديدات قبل أن يتولى ابن أخيه منصبه. وعندما لم يكن جون يتزعم حملات في الخارج، كان يمضي معظم وقته في كينيلورث وليستر، واستخدم كينيلورث أكثر بعد عام 1395 عندما بدأت صحته في التدهور. في سنواته الأخيرة ، أجرى جون إصلاحات واسعة النطاق لمجمع القلعة بأكمله.

### القرن الخامس عشر

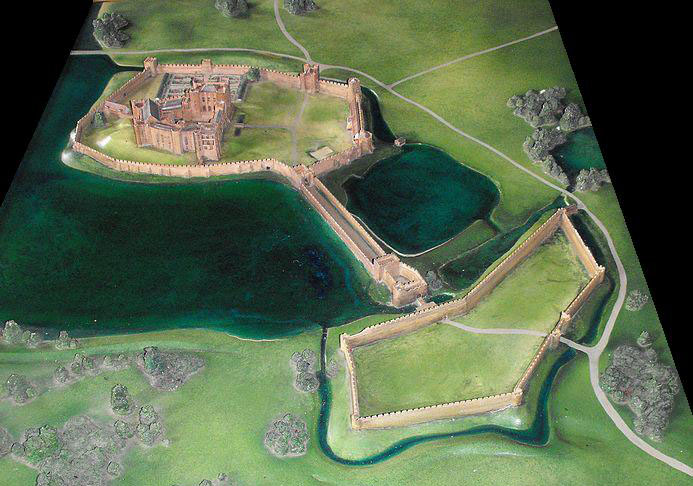
إعادة بناء لقلعة كيلينورث كما كانت لتبدو في الأعوام 1575-80

إن العديد من القلاع، وخاصة القلاع الملكية، تعرضت لإهمال شديد في القرن الخامس عشر. ومع ذلك، استمر استخدام كينيلورث كمركز مختار، وشكّلت ما يُعتبر «قصر حصن» في أواخر العصور الوسطى. أعاد هنري الرابع، ابن جون قاونت، كينيلورث إلى مِلكية العائلة المالكة عندما تولى العرش عام 1399، واستخدم القلعة على نطاق واسع. استخدم هنري الخامس أيضًا كينيلوورث على نطاق واسع، لكنه فضل البقاء في بليزانس، وهي القلعة الزائفة التي بناها على الجانب الآخر من البحيرة العظيمة. ووفقًا للمؤرخ المعاصر جون ستريتش، الذي عاش في منطقة كينيلوورث بريوري المجاورة، سخر الفرنسيون علنًا من هنري في عام 1414عن طريق إرسال كرات التنس إليه في كينيلوورث. كان هدف الفرنسيين هو الإشارة إلى افتقاره إلى البراعة العسكرية. وفقًا لستريتشي، دفعت الهدية هنري إلى اتخاذ قرار بحماربة حملة اجينكورت. استخدم شكسبير هذه القصة كأساس لمشهد في مسرحيته هنري الخامس.
لم تلعب القلاع الإنجليزية، بما في ذلك كينيلورث، دورًا حاسمًا خلال حروب الوردتين (1455–1485)، والتي دارت في الأساس في شكل معارك ضارية بين الفصائل المتنافسة من لانكاستريين ويوركستيين. وبعد تدهور الحالة العقلية للملك هنري السادس، استخدمت الملكة مارجريت أراضي دوقية لانكستر في ميدلاند ، بما في ذلك قلعة كينيلورث، كواحدة من قواعدها الرئيسية للدعم العسكري. أبعدت مارجريت هنري عن لندن عام 1456 حفاظًا على سلامته وحتى عام 1461، انقسم وقت بلاط هنري بين كينيلورث وليستر وقلعة توتبري لأغراض الحماية. وظلت كينيلورث معقلاً لانكاستريا مهمًا طوال الفترة الباقية من الحرب، وغالبًا ما كان بمثابة نقطة توازن عسكري لقلعة وارويك القريبة. مع انتصار هنري السابع في بوسورث، أصبحت كينيلوورث محل الاهتمام الملكي مرة أخرى. زار هنري القلعة مرارًا وتكرارًا وقام ببناء ملعب تنس في القلعة لاستخدامه الشخصي. قرر ابنه، هنري الثامن، الإبقاء على كينيلوورث كقلعة ملكية، وتخلى عن بليزانس ونقل جزء من البناء الخشبي إلى الساحة الأساسية للقلعة.

### القرن السادس عشر

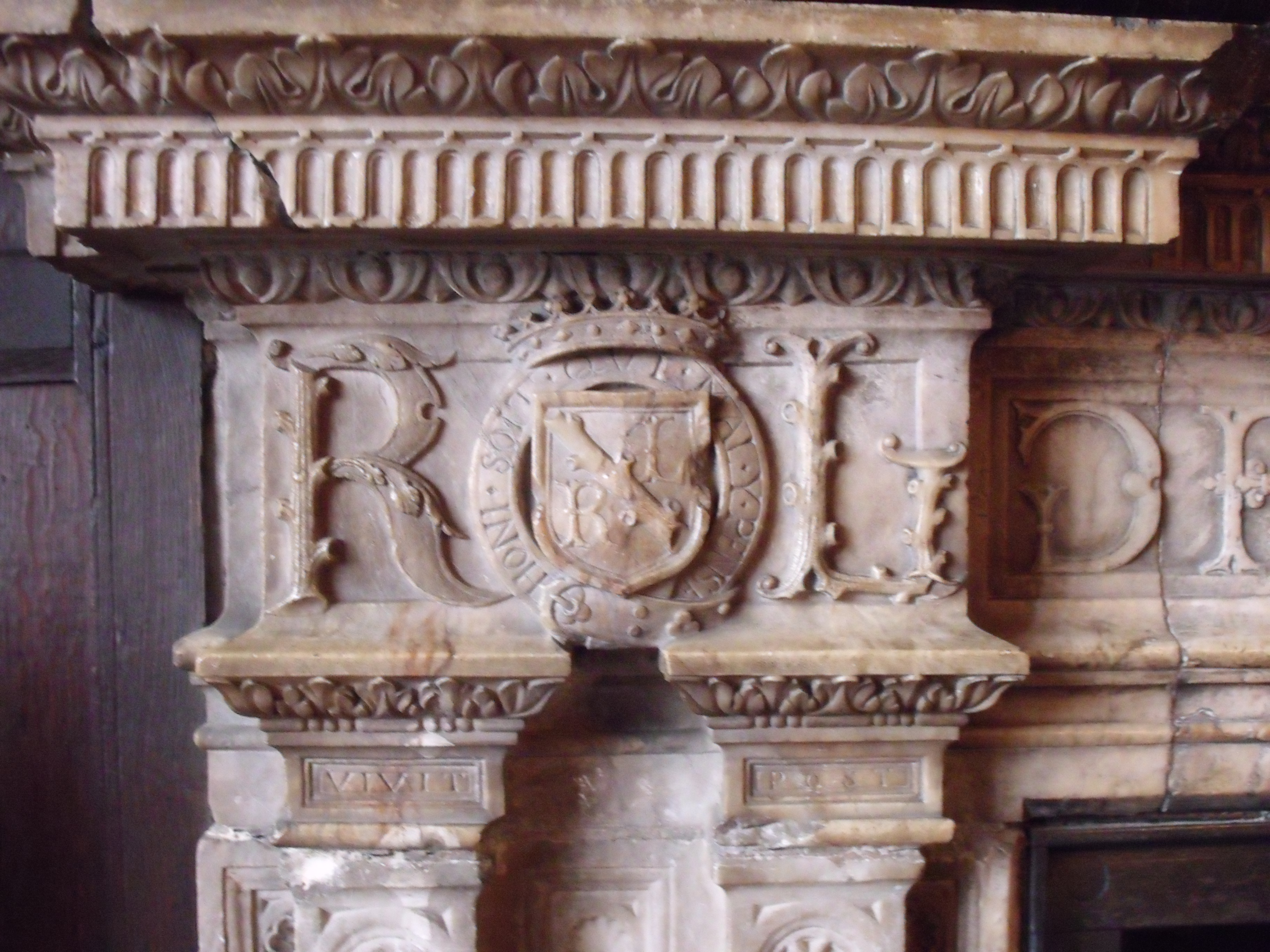
مدفأة من المرمر في بوابة ليستر، مع الأحرف الأولى لروبرت دادلي (وحروف R & L لروبرت ليستر) وشارة العصا المشعثة التي تعتبر شعار إيرل وارويك، محاطة بإطار مستدير.

ظلت القلعة في أيدي العائلة المالكة حتى تم تسليمها لجون دادلي عام 1553. برز دادلي في عهد هنري الثامن وأصبح الشخصية السياسية الرائدة في عهد إدوارد السادس. كان دادلي أحد رعاة جون شوت، وهو أحد رواد العمارة الكلاسيكية الأوائل في إنجلترا، وبدأ عملية تحديث كينيلوورث. قبل إعدامه عام 1553 بقرار من الملكة ماري لمحاولة وضع السيدة جين جراي على العرش، كان دادلي قد بنى الإسطبل الجديد ووسع الفناء إلى شكله الحالي.
أعيدت قلعة كينيلورث إلى نجل دودلي، روبرت، إيرل ليستر، في عام 1563، بعد أربع سنوات من تولي إليزابيث الأولى العرش. بلغت قيمة أراضي ليستر في وارويكشاير ما بين 500 جنيه إسترليني و 700 جنيه إسترليني ، لكن قوة وثروة ليستر، بما في ذلك الاحتكارات ومِنح الأراضي الجديدة، ظلت مرهونة ببقاءه أحد الشخصيات المفضلة لدى الملكة.
أكمل ليستر عمليات التحديث التي بدأها والده في كيلينوورث، في محاولة لضمان أن قلعة كليلينورث ستجذب اهتمام إليزابيث خلال جولاتها المنتظمة في جميع أنحاء البلاد. زارت إليزابيث القلعة في عامي 1566 و 1568، وفي ذلك الوقت كلف ليستر المهندس المعماري الملكي هنري هوثورن بوضع خطط لإجراء عملية توسعة درامية كلاسيكية للجانب الجنوبي من الساحة الداخلية، وبعدما اتضح أن هذا غير ممكن التنفيذ، وظف ليستر بدلاً من ذلك ويليام سبايسر لإعادة بناء القلعة وتوسيعها لتوفير أماكن إقامة حديثة للبلاط الملكي وتعزيز مطالباته الخاصة بميراثه النبيل بشكل رمزي. بعد التفاوض مع المستأجرين، زاد ليستر أيضًا من حجم مراعي الصيد مرة أخرى. وقد أطلق على القلعة بعد التحديث اسم «قصر النهضة» الإنجليزي.
شاهدت إليزابيث النتائج المنتهية جزئيًا في كينيلوورث عام 1572، لكن التأثير الكامل لتحديثات ليستر لم يتضح إلا في زيارة الملكة الأخيرة في عام 1575. كانت ليستر حريصًا على إثارة إعجاب إليزابيث في محاولة أخيرة لإقناعها بالزواج منه، ولم يدخر أي نفقات. أحضرت إليزابيث حاشية من واحد وثلاثين بارونًا وأربعمائة موظف للزيارة الملكية التي استمرت تسعة عشر يومًا؛ وحضر عشرون فارسًا يوميًا إلى القلعة لإيصال الرسائل الملكية. رفّه ليستر عن الملكة وجزء كبير من المنطقة المجاورة بالمواكب والألعاب النارية وإصطياد الدببة ومسرحيات الألغاز الغامضة والصيد والمآدب الفخمة. وقيل أن التكلفة وصلت إلى عدة آلاف من الجنيهات الإسترلينية، وكادت أن تؤدي إلى إفلاس ليستر، على الرغم من أنها ربما لم تتجاوز 1700 جنيه إسترليني في الواقع. حقق الحدث نجاحًا كبيرًا، وشهد أطول فترة إقامة لإليزابيث في عقار من هذا النوع في جولاتها، ومع ذلك لم تقرر الملكة الزواج من ليستر.
أُجري جرد لمفروشات القلعة في عام 1583، بما في ذلك اللوحات والمنسوجات، ووصلت قائمة الجرد إلى 50 صفحة. تم شراء ثمانية من أقمشة المفروشات من مارغريت دوجلاس  كونتيسة لينوكس واحتوت الأقمشة على صور لمواضيع شملت يوسياس، وديموفون وأخيل، وتاريخ نوح. بلغت قيمة قلعة كينيلورث 10401 جنيه إسترليني في عام 1588، عندما مات ليستر دون الحصول تأكيد شرعية نبالته ومثقلاً بالديون. وبناءً على وصيته، انتقلت القلعة أولاً إلى أخيه أمبروز، إيرل وارويك وبعد وفاة الأخير في عام 1590، انتقلت إلى ملكية ابنه غير الشرعي السير روبرت دودلي.

### القرن السابع عشر

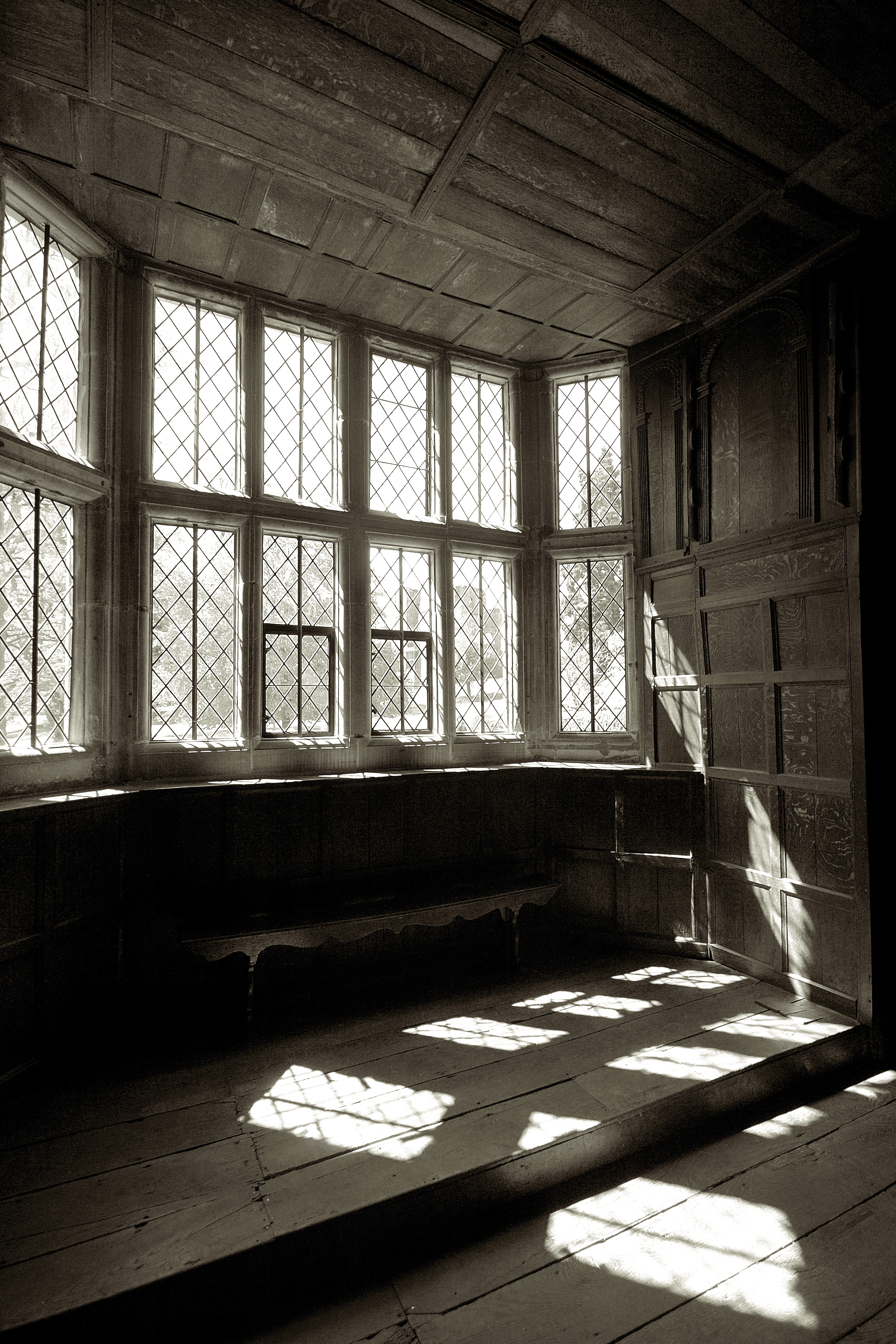
تحول الجزء الداخلي من بوابة ليستر إلى منزل عائلي على يد العقيد هوكسورث بعد الحرب الأهلية الإنجليزية

ذهب السير روبرت دادلي إلى إيطاليا عام 1605 بعد أن حاول وفشل في إثبات شرعيته أمام محكمة ستار تشامبر. في نفس العام، تم تكليف السير توماس شالونر-الحاكم وحاجب الابن الأكبر لجيمس الأول الأمير هنري منذ عام 1610-بالإشراف على إصلاحات القلعة وأراضيها، بما في ذلك زراعة الحدائق وترميم أحواض الأسماك وتحسين حديقة الألعاب. خلال الفترة من 1611 إلى 1612، رتب دادلي لبيع قلعة كينيلوورث إلى هنري، الذي كان أمير ويلز آنذاك. توفي هنري قبل إتمام عملية الشراء الكاملة، والتي أتممها شقيقه تشارلز  الذي اشترى حصة زوجة دادلي التي هجرها، أليس دادلي. عندما أصبح تشارلز ملكًا، أعطى القلعة لزوجته هنريتا ماريا؛ وكلف روبرت كاري، إيرل مونماوث، بالوصاية عليها وإدارتها، وبعد وفاته أعطاها لهنري وتوماس أبناء كاري. ظلت قلعة كينيلورث موقعًا ذي شعبية لدى كل من الملك جيمس الأول وابنه تشارلز، وبالتالي كانت تحظى بصيانة جيدة. حدثت أشهر زيارة ملكية في عام 1624، عندما قام بن جونسون بتأدية مسرحية «قناع البوم في كينيلوورث» أمام الملك تشارلز.
اندلعت الحرب الأهلية الإنجليزية الأولى في عام 1642. وخلال الحملات المبكرة في الحرب، شكلت قلعة كينيلوورث ثقلًا موازنًا مفيدًا لمعقل وارويك البرلماني. استخدم تشارلز كينيلورث كقاعدة لشن غارات على المعاقل البرلمانية في ميدلاندز عند تقدمه إلى إدجهيل في أكتوبر 1642، ولكن بعد المعركة تم سحب الحامية الملكية عند اقتراب اللورد بروك، وأصبحت القلعة تحت حماية القوات البرلمانية. في أبريل 1643، ألقي القبض على الحاكم الجديد للقلعة، هاستينغز إنجرام، للاشتباه في كونه عميلًا ملكيًا مزدوجًا. بحلول يناير 1645، عززت القوات البرلمانية في كوفنتري قبضتها على القلعة، وفشلت محاولات القوات الملكية لطردهم من وارويكشاير. استمرت المخاوف الأمنية بعد نهاية الحرب الأهلية الأولى عام 1646، وفي عام 1649 أمر البرلمان بتخريب كينيلورث. تم تدمير أحد جدران البرج الكبير، وأجزاء مختلفة من الجدار الخارجي والتحصينات، ولكن قبل ذلك، أُجري مسح للمبنى بأكمله بواسطة عالم الأثريات ويليام دوجديل، الذي نشر نتائجه في عام 1656.

استحوذ الكولونيل جوزيف هوكسوورث، المسؤول عن تنفيذ عملية التخريب، على العقار لنفسه، وحول منزل حراسة ليستر إلى منزل، وحول جزء من الساحة الأساسية إلى مزرعة، وتم الاستياء على باقي المباني وهدمها للاستياء على المواد التي صُنعت منها. في عام 1660، أعيد تشارلز الثاني إلى العرش، وطُرد هوكسورث على الفور من كينيلوورث. استعادت الملكة الأم، هنريتا ماريا، القلعة لفترة وجيزة، وقام إيرلات مونماوث بدور الأوصياء على القلعة مرة أخرى، ولكن بعد وفاتها منح الملك تشارلز الثاني القلعة للسير إدوارد هايد، الذي أسبغ عليه لاحقًا لقب بارون بارون هايد لمنطقة هيندون وإيرل كلارندون. استمر استخدام القلعة المدمرة كمزرعة، حيث كان مبنى الحراسة هو المسكن الرئيسي، وتم إضافة بوابة الملك إلى الجدار الخارجي خلال هذه الفترة ليستخدمها عمال المزارع.

### القرنان الثامن عشر والتاسع عشر

قلعة كينيلورث بواسطة J.M.W. Turner، حوالي عام 1830

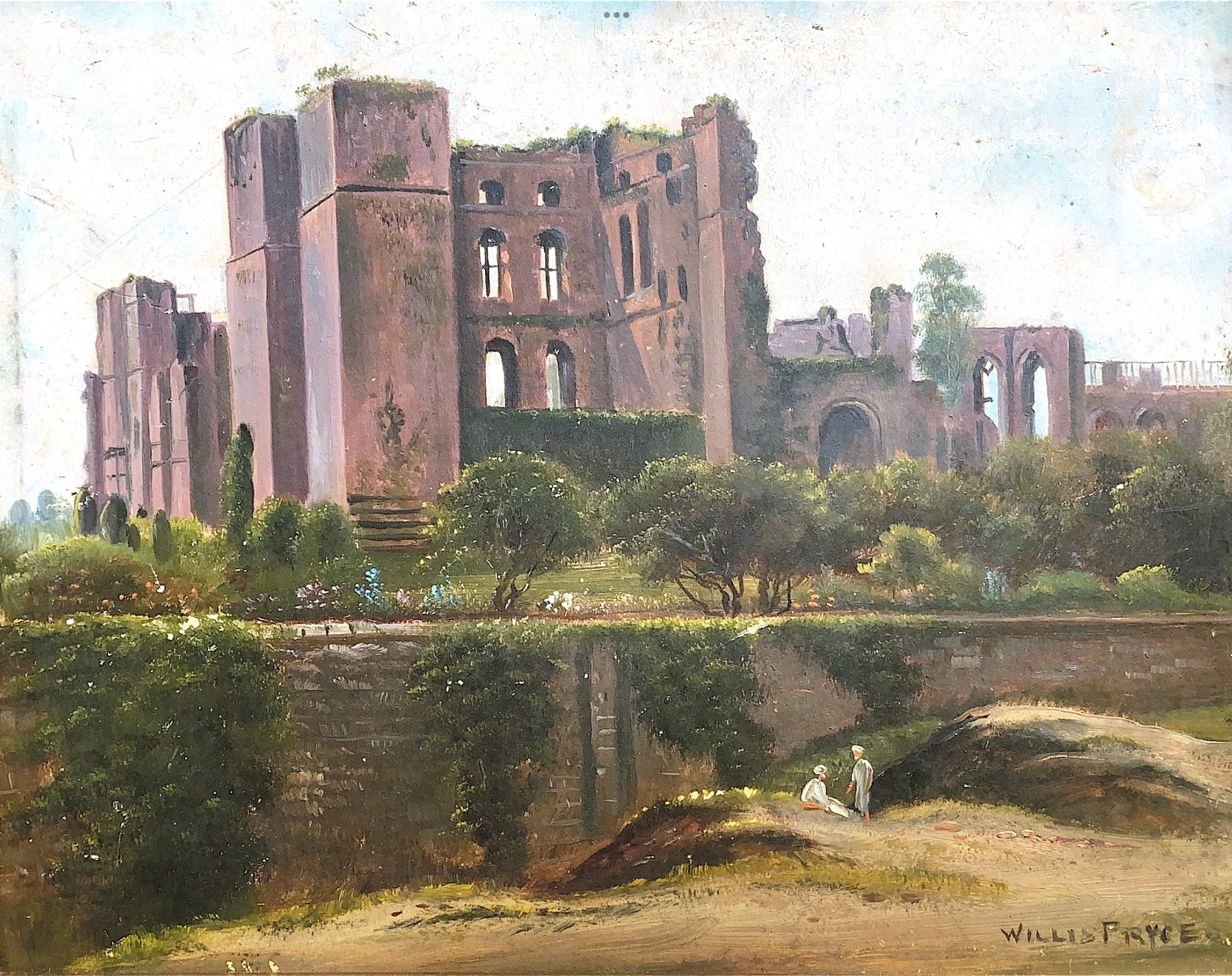
قلعة كينيلورث بواسطة George Willis-Pryce، حوالي عام 1890

ظلت كينيلورث أطلالاً خلال القرنين الثامن عشر والتاسع عشر، ولا تزال تستخدم كمزرعة، وإن كانت شعبيتها في ازدياد كمنطقة سياحية. إن أول دليل تاريخي للقلعة كان بعنوان «تاريخ موجز ووصف لقلعة كينيلوورث»، وطُبع عام 1777، كما طُبعت العديد الإصدارات اللاحقة في العقود التالية. ازداد البروز الثقافي للقلعة بعد كتابة سير والتر سكوت لرواية «كينيلورث» عام 1821، التي وصف فيها الزيارة الملكية للملكة إليزابيث، والتي كانت مستندة إلى حد كبير على أحداث عام 1575.  أعادت قصة سكوت ابتكار جوانب من القلعة وتاريخها لتروي قصة «البطلة المثيرة للشفقة والجميلة وغير المنضبطة إيمي روبسارت، والملكة إليزابيث الأولى الفولاذية». وعلى الرغم من أنها تعتبر من الروايات ذات النجاح الأدبي الأقل من باقي أعماله التاريخية الأخرى، إلا أنها ساهمت في بناء شعبية قلعة كينيلوورث في الخيال الفيكتوري كموقع رومانسي إليزابيثي. أدت رواية كينيلورث إلى ظهور «العديد من الاقتباسات المسرحية والعروض الساخرة، وما لا يقل عن أحد عشر أوبرا ، واقتباسات شعبية، وحتى مشهدًا في مجموعة من الديوراما للعرض المنزلي»، بما في ذلك مسرحية السير آرثر سوليفان عام 1865 بعنوان «القناع في كينيلوورث» ورسم جي إم دبليو تيرنر عدة صورة بالألوان المائية للقلعة.

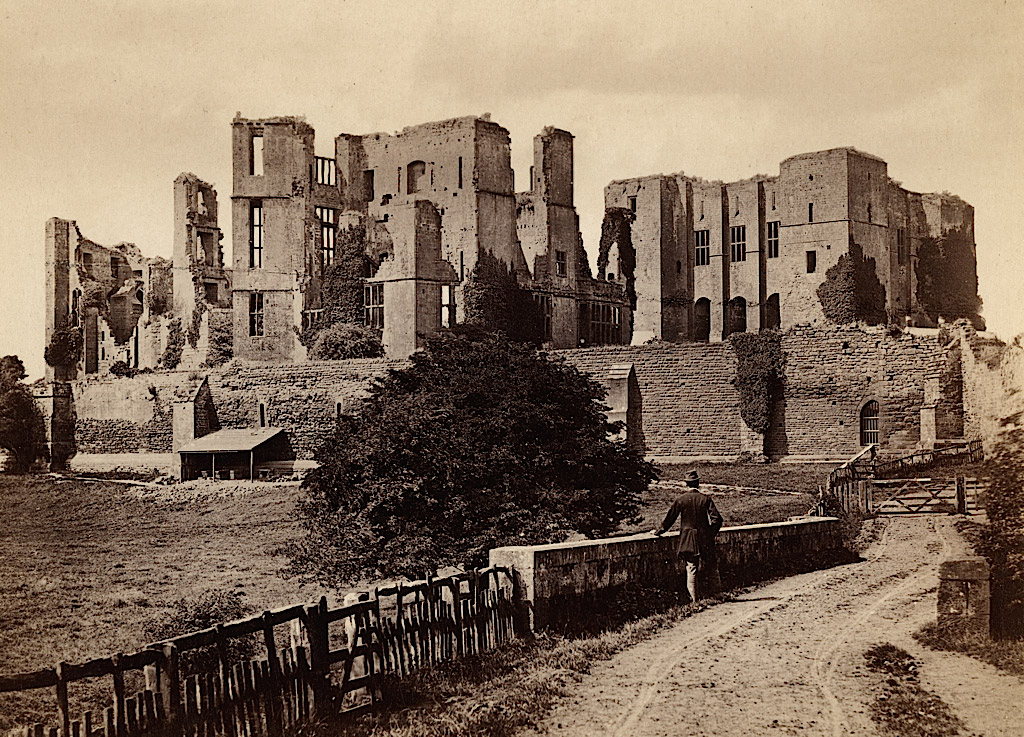
فرانسيس بيدفورد (1816-1894)، قلعة كينيلورث، إنجلترا، ستينيات القرن التاسع عشر، طباعة زلالية، قسم مجموعات الصور، مكتبة المعرض الوطني للفنون، واشنطن العاصمة

زاد عدد الزوار ومنهم الملكة فيكتوريا وتشارلز ديكنز. وبُذلت الكثير من الجهول خلال القرن التاسع عشر لحماية المباني الحجرية من المزيد من التدهور، مع جهود خاصة لإزالة نبات اللبلاب من القلعة في ستينيات القرن التاسع عشر.

### القرنين: العشرين والحادي والعشرين

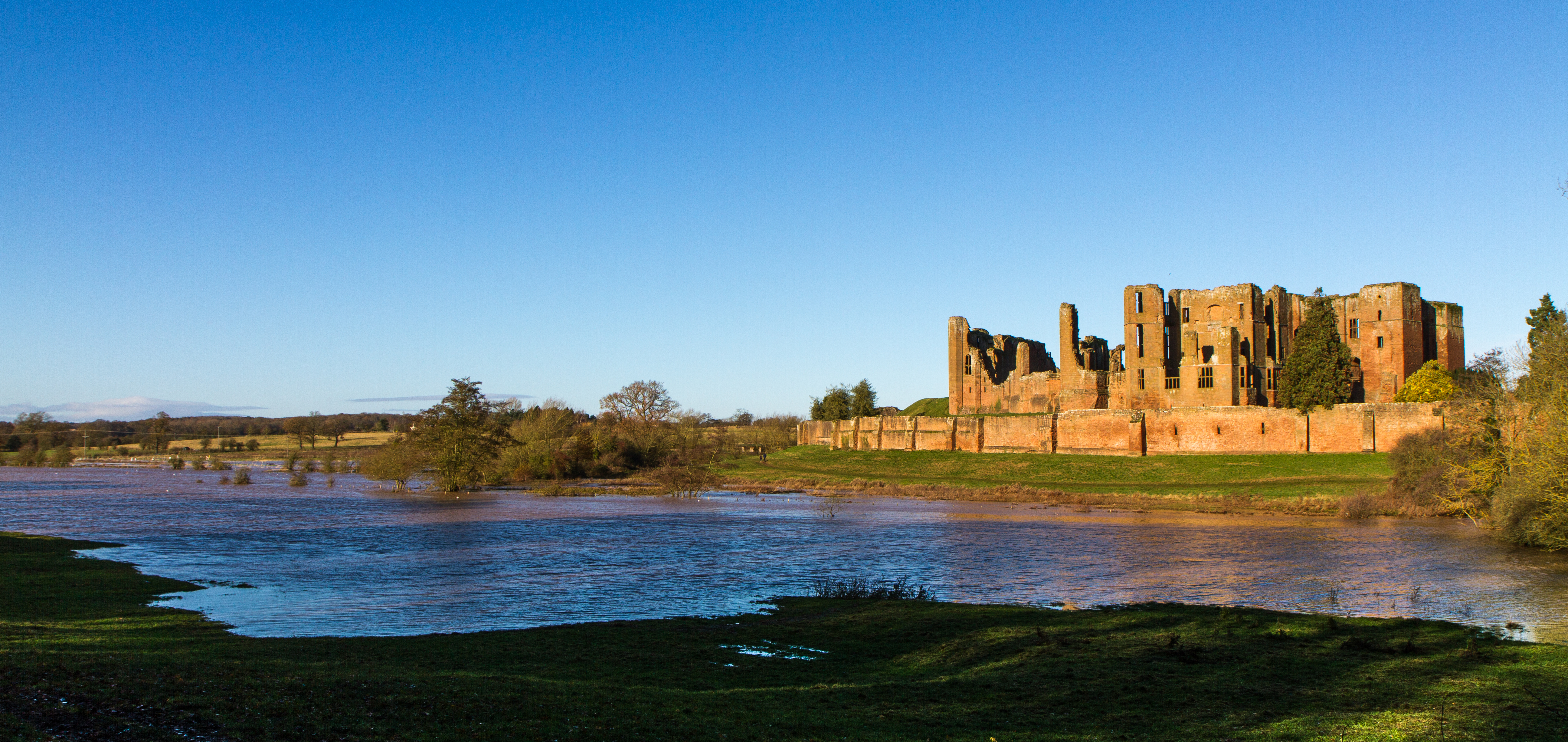
حقول الفيضانات حول قلعة كينيلورث (نوفمبر 2012)

ظلت القلعة ملكًا لآل كلارندون حتى عام 1937، عندما وجد اللورد كلارندون أن تكلفة العناية بالقلعة باهظة الثمن وباعها لرجل الأعمال الصناعي السير جون سيدلي. كانت حسابات سيدلي الضريبية في ثلاثينيات القرن العشرين موضع شك كبير، ولذلك كان حريصًا على تحسين صورته العامة، وتنازل عن إدارة القلعة، مع تبرع خيري كبير، إلى مفوض الأشغال. في عام 1958، أعطى ابنه القلعة نفسها إلى مدينة كينيلورث، وتولى موقع التراث الإنجليزي إدارة الممتلكات منذ عام 1984، وجعلها مفتوحة للجمهور. تم تصنيف القلعة كمبنى مصنف من الدرجة الأولى وكنصب تذكاري مجدول

بين عامي 2005 و 2009، حاولت هيئة التراث الإنجليزي إعادة حديقة كينيلورث إلى شكل أقرب إلى شكلها الإليزابيثي، اعتمادًا على الوصف الوارد في رسالة لانقهام، والتفاصيل الموجودة التحقيقات الأثرية الأخيرة. كلفت إعادة الإعمار أكثر من 2 مليون جنيه إسترليني، وانتقدها بعض علماء الآثار كونها «محاكاة بقدر ما هي إعادة الإعمار»، نظرًا لمحدودية المعلومات الحقيقية حول طبيعة الحدائق الأصلية. في عام 2008، تم وضع خطط لإعادة إنشاء البحيرة العظيمة الأصلية وأرض الفيضان حول القلعة. وعلاوةً على إعادة القلعة إلى شكلها الأصلي، كان يؤمل أن تكون البحيرة الجديدة جزء من خطة تخفيف الفيضان الجارية في المنطقة، مع إمكانية استخدام البحيرة في لركوب القوارب وغيرها من أنشطة الاستجمام بجانب الماء.

## الظهور الإعلامي
ظهرت كمكان لعرض التحف على قناة BBC1 في مارس 2021، وتم تصويره في عام 2020.

## اقرأ أيضا
- القلاع في بريطانيا العظمى وايرلندا
- قائمة القلاع في إنجلترا

## الفهرس
- Adams, Simon. (2002) Leicester and the Court: Essays on Elizabethan politics. Manchester: Manchester University Press. (ردمك 978-0-7190-5325-2).
- Allen Brown, Reginald. (1955) "Royal Castle Building in England, 1154–1216," English Historical Review, lxx (1955).
- Apted, M. R., R. Gilyard-Beer and A. D. Saunders. (eds) (1977) Ancient Monuments and their Interpretation: Essays Presented to A. J. Taylor. Chichester, England: Phillimore. (ردمك 978-0-85033-239-1).
- Asch, Ronald G. (2004) "A Difficult Legacy. Elizabeth I's Bequest to the Early Stuarts," in Jansohn (ed) 2004.
- Cammiade, Audrey. (1972) Elizabeth the First. Whitstable: Latimer Trend. 614844183.
- Carpenter, Christine. (1997) The Wars of the Roses: Politics and the Constitution in England, c.1437–1509. Cambridge: Cambridge University Press. (ردمك 978-0-521-31874-7).
- Carpenter, David. (2004) The Struggle for Mastery: The Penguin History of Britain 1066–1284. London: Penguin. (ردمك 978-0-14-014824-4).